# دیوید اندرسون (سیاستمدار بریتانیایی کلمبیا)
دیوید اندرسون (انگلیسی: David Anderson؛ زادهٔ ۱۶ اوت ۱۹۳۷) سیاستمدار، وکیل، و قایقران روئینگ اهل کانادا است.
وی همچنین برندهٔ جوایزی همچون نشان افسری کانادا شده‌است.